# Pacte de Tarente
Le pacte de Tarente  est conclu entre Octavien et Marc Antoine au printemps 37 av. J.-C. : il s'agit de la prorogation du second triumvirat.

## Contexte

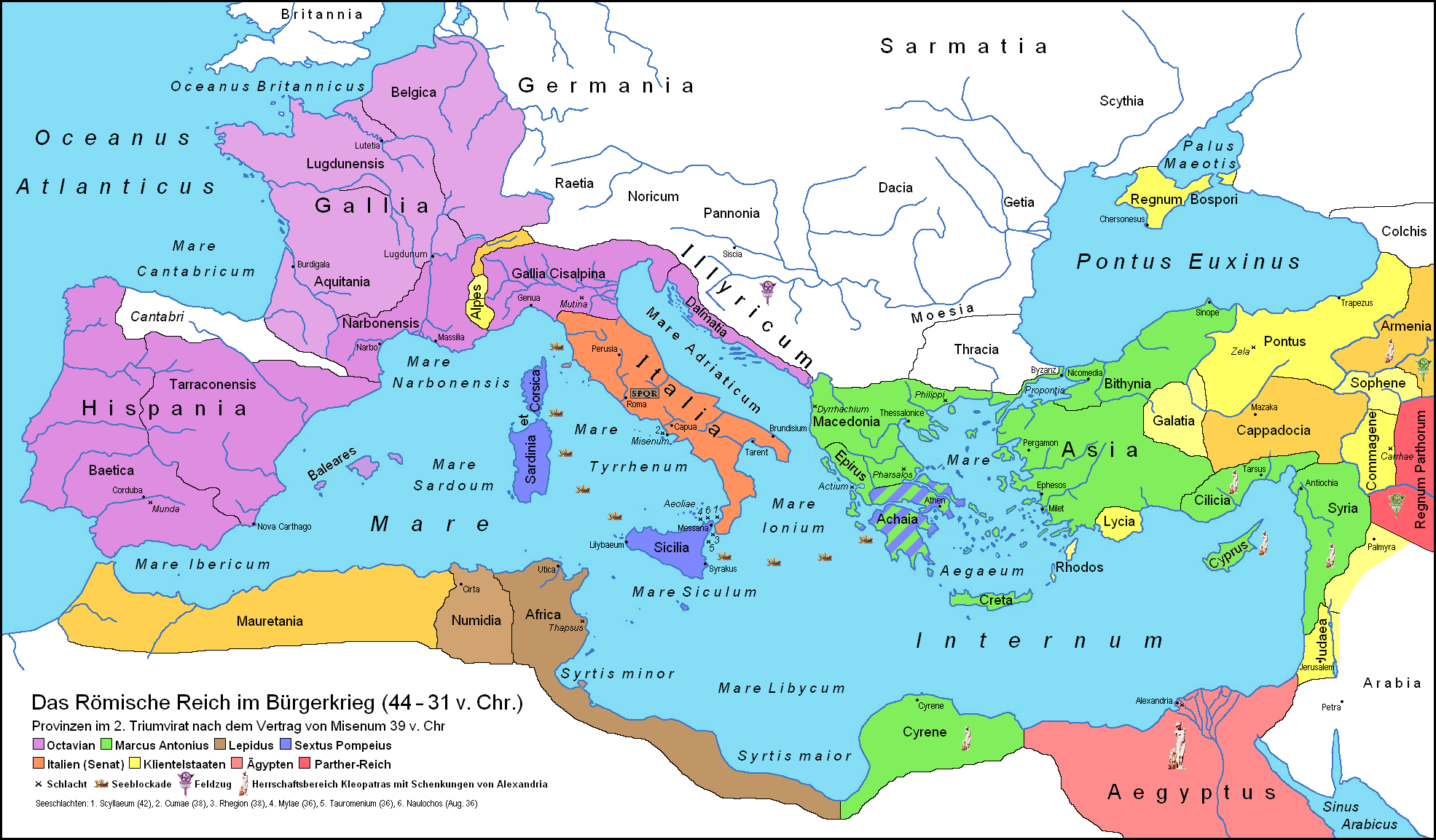
Carte de la République romaine en 39 :
Marc Antoine.
Lépide.
Octavien.
Indivise entre les triumvirs.
Sextus Pompée.
États clients de Rome.
Égypte ptolémaïque.
Empire parthique.

Après la bataille de Philippes à l'automne 42 qui vit la défaite des « Républicains » face aux triumvirs, ces derniers se partagent l'Empire : Antoine, principal vainqueur, prend en charge la réorganisation de l'Orient mais conserve aussi ses provinces de Gaule chevelue et Cisalpine, tout en y ajoutant la Narbonnaise aux dépens de Lépide. Ce dernier, non présent à Philippes, perd aussi l'Hispanie au profit d'Octavien, et se voit seulement confier l'Afrique, se voyant réduit à un rôle secondaire. L'Italie reste indivise, mais c'est à Octavien que revient la lourde et impopulaire tâche de démobiliser et installer les vétérans sur les terres italiennes. Après la guerre de Pérouse au début de l'an 40, qui voit Octavien battre le frère d'Antoine, les deux triumvirs renouvellent leur alliance et le partage de l'Empire : Antoine est reconnu comme maître de l'Orient et Octavien de l'Occident. Antoine perd donc là les Gaules, Lépide est maintenu en Afrique et l'Italie restant indivise. Pour sceller ce nouveau pacte, Antoine épouse Octavie, la sœur d'Octavien. Un autre accord, celui de Misène en 39, octroie à Sextus Pompée les îles italiennes ainsi que le Péloponnèse.
Malgré la paix de Misène, Octavien est en grande difficulté face à Sextus Pompée et sollicite l'aide de son collègue par l’intermédiaire de Mécène. Antoine accepte de rencontrer Octavien à Tarente, notamment grâce à l'insistance d'Octavie au printemps 37. 

## Pacte de Tarente
Après des discussions difficiles, le second triumvirat est alors prorogé pour cinq années alors qu'il avait expiré six mois plus tôt. Octavien promet d'envoyer deux légions à Antoine pour lutter contre les Parthes tandis que ce dernier envoie immédiatement des navires renforcer la flotte octavienne.
Il est aussi convenu que Marcus Antonius Minor, fils aîné d'Antoine, épouserait Julia.
C'est la dernière rencontre entre les deux hommes. Le général d'Octavien, Marcus Vipsanius Agrippa peut alors mener l'offensive victorieuse contre Sextus Pompée, mais Octavien ne tiendra pas sa promesse d'envoyer des légions à Antoine pour la guerre contre les Parthes. Cela débouchera à terme sur la dernière Guerre civile de la République romaine.